# Plectromerus dezayasi
Plectromerus dezayasi là một loài bọ cánh cứng trong họ Cerambycidae.

## Hình ảnh

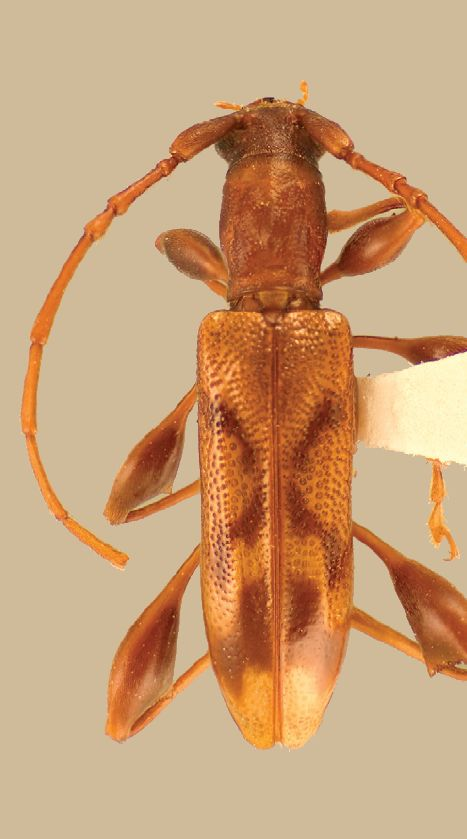